# Ybbsitz
Ybbsitz là một thị trấn ở huyện Amstetten trong bang Niederösterreich ở nước Áo. Đô thị này có diện tích 104,16 km², dân số năm 2001 là 3715 người.